# Joachim Bondesen
Peter Joachim Bondesen, född 4 mars 1852 i Köpenhamn, död där 31 mars 1908, var en dansk läkare. 
Bondesen blev student 1870 och candidatus medicinæ 1877. Han hade en bred utbildning; då han inte bara var kandidat på sjukhus och under två år kandidat och klinisk assistent på barnbördshuset (Fødselsstiftelsen), utan även blev reservkirurg på Kommunehospitalet, därefter assistent hos prosektorn på Kommunehospitalet och slutligen prosektor chirurgiæ. Samtidigt ledde han en samaritkurs hos danska Röda Korset samt var medutgivare av "Medicinsk Aarsskrift" och medredaktör för "Hospitalstidende". Han disputerade för doktorsgraden 1883. Han anställdes som assistent vid Vaccinationsanstalten 1884, för vilken han blev föreståndare 1900. På denna post fick han stor betydelse för införandet av den animala vaccinet i hela Danmark, och hade i detta syfte stora planer på att inrätta ett helt nytt institut. Han utmärkte sig även som militärläkare, då han 1890 blev han kårläkare i danska armén och 1907 överläkare. År 1904 blev borgarrepresentant i Köpenhamn.